# (3167) Babcock
(3167) Babcock es un asteroide perteneciente al cinturón de asteroides, descubierto el 13 de septiembre de 1955 por el equipo de la Universidad de Indiana desde el Observatorio Goethe Link, Brooklyn (Estados Unidos).

## Designación y nombre
Designado provisionalmente como 1955 RS. Fue nombrado Babcock en honor a los astrónomos estadounidenses Harold D. Babcock y su hijo Horace W. Babcock.